# Sacha Jenkins
Sacha Jenkins (* 22. August 1971 in Philadelphia, Pennsylvania; † 23. Mai 2025 in New York City) war ein US-amerikanischer Journalist, Dokumentarfilmer, Autor, Musiker und Kulturhistoriker. Er war Mitbegründer des einflussreichen Hip-Hop-Magazins Ego Trip und bekannt für seine Arbeiten über Graffiti, Hip-Hop und afroamerikanische Kultur.

## Leben
Sacha Jenkins wurde 1971 in Philadelphia geboren. Nach der Trennung seiner Eltern zog er mit seiner Mutter Monart und seiner Schwester nach Astoria, Queens, New York. Sein Vater, Horace B. Jenkins, war ein preisgekrönter Fernsehproduzent und Regisseur, bekannt für den Film Cane River (1982). Seine Mutter ist eine haitianisch-amerikanische Künstlerin.
Jenkins besuchte die William Cullen Bryant High School in Astoria und studierte später am Brooklyn College sowie am City College of New York. Im Jahr 2000 erhielt er ein Stipendium des National Arts Journalism Program an der Columbia University.
Jenkins war mit der Autorin und Filmemacherin Raquel Cepeda verheiratet. Aus der Ehe gingen zwei Kinder hervor. Sacha Jenkins verstarb am 23. Mai 2025 im Alter von 53 Jahren in seinem Zuhause in New York City an den Folgen einer Multiplen Systematrophie.

## Karriere
Bereits in seiner Jugend veröffentlichte Jenkins das Graffiti-Fanzine Graphic Scenes & X-plicit Language, eines der ersten seiner Art. 1992 gründete er gemeinsam mit Haji Akhigbade die Hip-Hop-Zeitung Beat-Down. Zwei Jahre später folgte die Gründung des Magazins Ego Trip zusammen mit Elliott Wilson und anderen. Obwohl nur 13 Ausgaben des Magazins erschienen, hatte es einen nachhaltigen Einfluss auf die Hip-Hop-Kultur der 1990er Jahre. Es folgten Bücher wie Ego Trip's Book of Rap Lists (1999) und Ego Trip's Big Book of Racism! (2002) sowie Fernsehformate wie Ego Trip's The (White) Rapper Show (2007) und Miss Rap Supreme (2008) auf VH1.
Von 1997 bis 2000 war Jenkins Redakteur beim Magazin Vibe und schrieb zudem für Magazine wie Spin und Rolling Stone. Er war Co-Autor von Eminems Autobiografie The Way I Am (2008) und veröffentlichte mehrere Bücher über Graffiti-Kunst, darunter die Piecebook-Reihe.
Als Dokumentarfilmer realisierte Jenkins Werke wie Word Is Bond (2018), Wu-Tang Clan: Of Mics and Men (2019) – für das er eine Emmy-Nominierung erhielt – und Louis Armstrong's Black & Blues (2022). Er war außerdem Kreativdirektor des urbanen Kulturmagazins Mass Appeal.

## Werke (Auswahl)

### Bücher
- Ego Trip's Book of Rap Lists (1999, mit Elliott Wilson, Jeff Mao und Gabe Alvarez)
- Ego Trip's Big Book of Racism! (2002, mit Elliott Wilson, Jeff Mao, Gabe Alvarez und Brent Rollins)
- The Way I Am (2008, mit Eminem)
- Piecebook: The Secret Drawings of Graffiti Writers (2008, mit David Villorente)
- Piecebook Reloaded: Rare Graffiti Drawings 1985–2005 (2009, mit David Villorente)
- World Piecebook: Global Graffiti Drawings (2011, mit David Villorente)
- City As Canvas: New York City Graffiti from the Martin Wong Collection (2013, mit Carlo McCormick, Sean Corcoran und Lee Quiñones)
- The Merciless Book of Metal Lists (2013, mit Howie Abrams)
- Training Days: The Subway Artists Then and Now (2014, mit Henry Chalfant)

### Filme
- 50 Cent: The Origin of Me (2011, Executive Producer)
- Fresh Dressed (2015, Regie)
- Word Is Bond (2018, Regie)
- Wu-Tang Clan: Of Mics and Men (2019, Regie)
- Louis Armstrong's Black & Blues (2022, Regie)
- Everything's Gonna Be All White (2022, Regie)